# Екотип

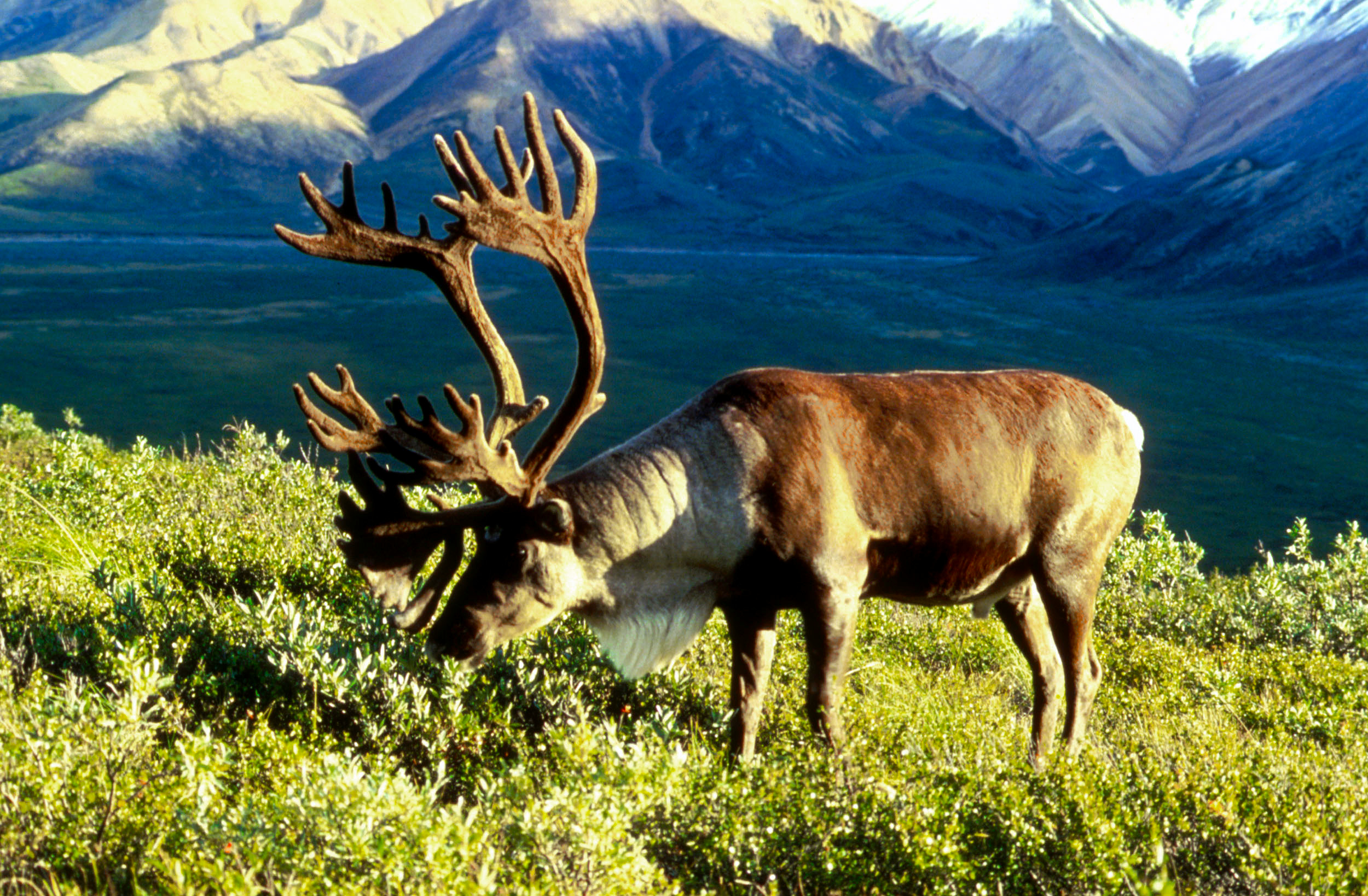
Карібу — приклад оленя лісового екотипу

Екотип — сукупність екологічно близьких популяцій виду, пов'язаних з певним типом оселища і які мають генетично закріплені анатомо-морфологічні та фізіологічні особливості, що виробилися в результаті тривалої дії схожих режимів екологічних чинників.
Від екотипу слід відрізняти екади, специфічні ознаки організмів, які не закріплені генетично і мають пристосовний характер; наприклад, болотяні модифікації сосни звичайної, потомство яких, вирощене на незаболоченій території, нічим не відрізняється від нормальних дерев, тоді як батьківські особини мають карликовий зріст, викривлений ствол, дрібні шишки, коротку хвою і т. д.
Якщо екологічні чинники у просторі міняються поступово, екотипи плавно переходять один в одного, формуючи екоклін. Інакше формується сукупність відносно ізольованих субпопуляцій, і розподіл виду уздовж градієнту екологічного чинника може набути бімодального характеру.
Розрізняють три основні групи екотипів:
- Кліматичні (географічні) — виникають під впливом зміни клімату у різних частинах ареалу. Характерні переважно для видів з широкими ареалами.
- Едафічні — формуються під впливом ґрунтових умов.
- Біотичні — виникають під впливом інших організмів.

Хорошим прикладом екотипів є людські  раси.
Існують види як однорідні з екологічного погляду, такі, що не підрозділяються на екотипи, так і неоднорідні, в яких виділяється декілька, а іноді й досить значне число екотипів. Наприклад, у сосни звичайної (Pinus sylvestris) екологами визначається понад 30 екотипів.